# Анали (Рим)
Анали је насеље у Италији у округу Рим, региону Лацио.
Према процени из 2011. у насељу је живело 44 становника. Насеље се налази на надморској висини од 588 м.